# Plessite
Pour l’article homonyme, voir Gersdorffite (dont Plessite est un synonyme désuet).

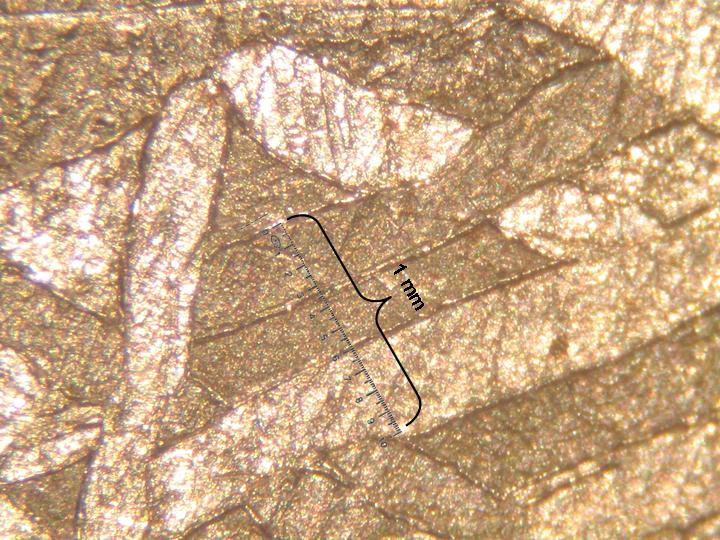
La plessite est le matériau à grain fin situé entre les lamelles. Météorite Kaposfüred, Hongrie.

La plessite (du grec πλήθος, multitude) est un assemblage de petits grains de kamacite et de taénite voire de tétrataénite (des alliages de fer et de nickel), que l’on trouve dans les météorites de fer (surtout les octaédrites) et dans la phase métallique des autres météorites (pallasites, mésosidérites, diverses chondrites et certaines achondrites). On la trouve notamment entre les larges bandes de kamacite et de taénite qui forment les figures de Widmanstätten.
La plessite est également présente dans certaines roches terrestres mais elle est très rare. On ne la rencontre, comme les autres variétés de fer natif, que dans des contextes extrêmement réducteurs, notamment là où du magma a envahi un gisement de charbon ou de lignite comme à Uivfaq sur l’île de Disko (Groenland) ou à Bühl près de Cassel (Land de Hesse, Allemagne),.